# Denis Vladimirovich Pushilin
Denis Vladimirovich Pushilin (tiếng Nga: Дени́с Влади́мирович Пуши́лин; tiếng Ukraina: Денис Володимирович Пушилін, đã Latinh hoá: Denys Volodymyrovych Pushylin; sinh ngày 9 tháng 5 năm 1981) là một chính khách người Ukraina. Ông hiện đang đảm nhiệm chức vụ Chủ tịch nước CHND Donetsk và Tổng tư lệnh các lực lượng vũ trang CHND Donetsk từ ngày 20 tháng 11 năm 2018. Ông từng là Chủ tịch Xô viết tối cao CHND Donetsk và sau đó là Quyền chủ tịch nước sau khi Chủ tịch nước đương thời là ông Aleksander Zakharchenko qua đời vào năm 2018. Ông đắc cử chức Chủ tịch nước trong một cuộc bầu cử vào năm 2018.

## Tiểu sử
Denis Pushilin sinh ngày 9 tháng 5 năm 1981 tại thành phố Makeevka, tỉnh Donetsk, CHXHCN Xô viết Ukraina. Bố mẹ ông, ông Vladimir Pushilin và bà Valentina Khasanova, đều từng làm việc cho Nhà máy luyện kim Makiivka. Ông từng học tại Trường trung học cơ sở số 12 Makeevka, sau đó tiếp tục theo học tại Học viện Xây dựng và Kiến trúc Quốc gia Donbass.
Từ năm 1999 tới năm 2000, ông từng phục vụ trong một tiểu đoàn tại bán đảo Krym thuộc Vệ binh quốc gia Ukraina.
Năm 2002, ông làm việc tại một công ty thương mại có tên là "Solodke Zhyttya".

## Sự nghiệp chính trị
Vào ngày 5 tháng 4 năm 2014, ông trở thành Phó Toàn quyền nhân dân Donetsk và dẫn đầu một nhóm người mít tinh tại Donetsk. Đến ngày 7 tháng 4 năm 2014, nước CHND Donetsk được thành lập và ông trở thành Đồng chủ tịch Chính phủ lâm thời CHND Donetsk.
Ngày 15 tháng 5 năm 2014, ông trở thành Chủ tịch Đoàn chủ tịch Xô viết tối cao CHND Donetsk, lúc đó là vị trí cao nhất trong Nhà nước theo Hiến pháp.
Ngày 18 tháng 7 năm 2014, ông từ chức, theo đó ông Phó Chủ tịch quốc hội Vladimir Makovich thay thế ông đảm nhiệm chức vụ trên. Sau khi từ chức, ông là điều phối viên và đồng chủ tịch của Mặt trận Nhân dân Novorossiya.
Tháng 9 năm 2014, ông tuyên bố sẽ tham gia tranh cử trong cuộc bầu cử Xô viết tối cao tháng 11 cùng năm. Sau đó vào tháng 10, ông đăng ký ứng cử với tư cách thành viên phong trào Cộng hòa Donetsk.
Vào ngày 3 tháng 11 năm 2014, ông đắc cử chức Phó chủ tịch Xô viết nhân dân và bắt đầu phục vụ từ ngày 14 tháng 11.
Ông được cử làm Đại diện thường trực Đặc mệnh toàn quyền của nước CHND Donetsk vào ngày 4 tháng 9 năm 2014 để dự đàm phán ba bên tại Minsk.

Ngày 4 tháng 9 năm 2015, trong một cuộc họp bất thường tại Xô viết nhân dân, ông được bổ nhiệm làm Chủ tịch Xô viết nhân dân tạm quyền. Ông giải thích điều này có được là do Nguyên Chủ tịch Andrey Purgin bị bãi nhiệm vì cố tình làm gián đoạn một cuộc họp của Xô viết nhân dân. Ông cũng cho biết mình vẫn sẽ tiếp tục đại diện CHND Donetsk tại các cuộc đàm phán tại Minsk. Trong ngày 11 tháng 9 năm 2015, ông được chấp thuận đảm nhiệm chức vụ Chủ tịch Xô viết nhân dân với 76 phiếu thuận.

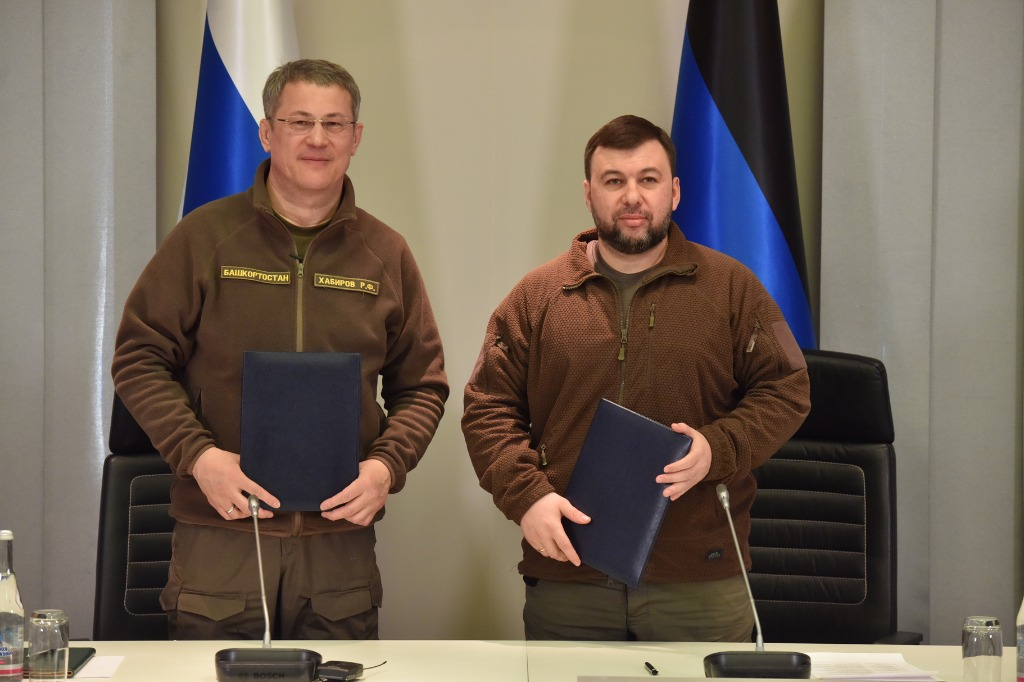
Ông Pushilin trong cuộc gặp với Chủ tịch nước Bashkortostan Radiy Khabirov tại Donetsk (20/03/2022)

Vào ngày 7 tháng 9 năm 2018, ông được Xô viết nhân dân bổ nhiệm làm Quyền Chủ tịch nước CHND Donetsk cho tới ngày bầu cử Chủ tịch nước tiếp theo (11/11/2018). Cùng ngày, ông giải thể Chính phủ và sắp xếp lại nhân sự trong nhánh hành pháp.
Vào ngày 21 tháng 9 năm 2018, ông nộp hồ sơ ứng cử vị trí Chủ tịch nước trong cuộc bầu cử vào ngày 11 tháng 11 năm 2018. Theo như kết quả được công bố, ông đắc cử vị trí này với 60.85% số phiếu hợp lệ.
Ông gia nhập đảng Nước Nga thống nhất vào tháng 12 năm 2021 và được phát thẻ Đảng viên trong một cuộc họp Đảng vào ngày 4 tháng 12 cùng năm.
Ngày 21 tháng 2 năm 2022, ông thay mặt nhà nước CHND Donetsk ký Hiệp ước hữu nghị, hợp tác và tương trợ Nga-Lugansk.

## Lệnh cấm vận và truy tố hình sự
Ngày 29 tháng 4 năm 2014, ông có tên trong danh sách những cá nhân bị cấm vận - cấm nhập cảnh vào EU cũng như đóng băng tài sản tại EU, theo đó là tại Canada vào ngày 12 tháng 5 và tại Mỹ vào ngày 20 tháng 6. Ông cũng bị cấm vận bởi các nước như Úc, Thụy Sĩ, Liechtenstein, Na Uy.
Ngày 2 tháng 5 năm 2014, ông bị Văn phòng Truy tố Ukraina truy nã, sau đó Cục An ninh Ukraina cũng ra thông báo truy nã ông vào tháng 6. Ông bị tình nghi thực hiện các hành vi nhằm thay đổi hoặc lật đổ trật tự theo Hiến pháp Ukraina hay tiếm quyền lực nhà nước (Điều 109, Phần 1 Bộ luật Hình sự Ukraina).

## Giải thưởng

### Cộng hòa Krym
- Huân chương vì lòng trung thành với nghĩa vụ (ngày 16 tháng 3 năm 2018);
- Huy chương vì lòng can đảm và dũng cảm (ngày 30 tháng 4 năm 2021);[33]

### Cộng hòa Chechnya
- Huân chương Kadyrov (ngày 27 tháng 9 năm 2022);[34]